# Majin Devil
Majin Devil (jap. 魔人～DEVIL～) ist eine Manga-Serie von Oh! Great, die von 1999 bis 2000 in etwa 450 Seiten erschien. Der Science-Fiction- und Horror-Comic setzt sich aus zwei Geschichten zusammen, die im Laufe der Handlung allmählich aufeinandertreffen.

## Handlung
Seit einiger Zeit verschwinden in einer kleinen japanischen Stadt immer mehr Menschen. Spekulationen, dass ein Dämon nachts durch die Stadt streift, verunsichern die Einwohner der Stadt. Die Medien vermuten, dass es sich um Vampire handelt.
Tetsu und seine kleine Schwester Satomi leben alleine in der Stadt. Tetsu begegnet eines Morgens in einer Seitengasse einem nicht-menschlichen Wesen, das gerade dabei ist, einen Menschen bis auf die Knochen zu verspeisen. Tetsu erkennt die Gefahr und flüchtet. Das Wesen verfolgt und tötet ihn. Er erwacht jedoch wieder zum Leben und ist nun unsterblich. All seine Wunden heilen schnell ab. Wie sich herausstellt, hat sich Tetsu im Kampf mit einer Erbkrankheit infiziert, die es ermöglicht, den Tod zu überstehen. Auch seine Schwester wird infiziert. Beide wurden damit zu „Majins“. Sie finden den Vampir, der sie infiziert hat, können ihn jedoch nicht zur Strecke bringen.
In einem anderen Teil der Stadt wird Kazuya Idetora von spinnenartigen Kreaturen angegriffen, die er jedoch besiegen kann. Im Untergrund der Stadt entdeckt er mit seinem Schwarm Tomoe Ashihara ein Labor, in dem Versuche mit Menschen durchgeführt werden. Dort wird den Versuchspersonen ein Serum injiziert, das sie zu „Majins“ macht. Im Kampf mit einem riesigen Majin stellt sich heraus, dass Kazuya eine zweite Persönlichkeit in sich versteckt hält. Es handelt sich um den Majin-Gott, den „bleichen Vampir“. Kazuya kann mit Hilfe eines Wissenschaftlers den Majin in ihm vernichten und so den Schrecken um die Vampire beenden.

## Veröffentlichungen
Majin Devil erschien in Japan von 1999 bis 2000 wöchentlich als Fortsetzungsgeschichte im sich vorwiegend an Grund- und Mittelschüler richtenden Manga-Magazin Shōnen Magazine, dem neben dem Shōnen Jump zu dieser Zeit meistverkauften Manga-Magazin. Der Kōdansha-Verlag publizierte die im Magazin veröffentlichten Einzelkapitel 2001 auch in zwei Sammelbänden.
Die zwei Sammelbände wurden in vier Sprachen übersetzt. Neben einer 2002 erfolgten Übersetzung ins Chinesische kamen sie in Italien von August bis September 2002 bei Star Comics heraus. In Frankreich brachte sie Panini Comics 2003 heraus. Derselbe Verlag war auch für die Veröffentlichung der beiden Bände im deutschsprachigen Raum im September 2003 und März 2004 zuständig.

## Rezeption
Die Berliner Morgenpost äußerte sich nach der Lektüre des zweiten Bandes enttäuscht über den Manga: „Schade nur, dass sich die Suche nach der Unsterblichkeit und die Frage nach dem Wert derselben im Laufe des zweiten Bandes der Story als Kopfgeburt entpuppt und der Manga den durchaus rauen Charme des ersten Bandes nicht halten kann.“
2004 wurde der erste Band der Serie in Deutschland von der Bundesprüfstelle für jugendgefährdende Medien auf die „Liste der jugendgefährdenden Schriften“ gesetzt und damit indiziert.